# NCAA Water Polo Tournament Most Outstanding Player
L'NCAA Water Polo Tournament Most Outstanding Player (in italiano Miglior giocatore di pallanuoto del torneo NCAA) è un premio pallanuotistico istituito nel 1972 dalla National Collegiate Athletic Association (NCAA) ed assegnato annualmente al miglior giocatore del campionato collegiale statunitense NCAA; dal 2001, con l'istituzione del campionato NCAA femminile, viene conferito analogo riconoscimento anche per le donne.

## Storia
L'NCAA è il promotore di questo trofeo che dal 1972 premia il miglior giocatore, e dal 2001 la migliore giocatrice, della fase conclusiva del campionato NCAA; in alcune occasioni il premio è stato assegnato parimerito a più pallanuotisti. L'unico atleta ad aver conquistato il trofeo in tre occasioni è Tony Azevedo, mentre altri 11 tra uomini e donne sono stati premiati per due volte. Soltanto giocatori provenienti da formazioni dello Stato della California hanno ottenuto questo riconoscimento: i Cardinals dell'Università di Stanford, hanno visto primeggiare i propri atleti in ventiquattro occasioni, seguiti dai Bruins dell'Università della California di Los Angeles (UCLA), dai Trojans dell'Università della California del Sud (USC) e dai Golden Bears dell'Università della California di Berkeley (CAL) rispettivamente a quota venti, diciotto e dodici trofei.

## Albo d'oro
| Stagione agonistica | Uomini                                                      | Uomini                                | Donne                                                                        | Donne                                                                        |
| Stagione agonistica | Vincitore                                                   | Squadra di appartenenza               | Vincitrice                                                                   | Squadra di appartenenza                                                      |
| ------------------- | ----------------------------------------------------------- | ------------------------------------- | ---------------------------------------------------------------------------- | ---------------------------------------------------------------------------- |
| 1972                | Eric Lindroth                                               | UCLA Bruins                           | Campionato NCAA non disputato                                                | Campionato NCAA non disputato                                                |
| 1973                | Vincitore non noto                                          | Vincitore non noto                    | Campionato NCAA non disputato                                                | Campionato NCAA non disputato                                                |
| 1974                | Doug Healy                                                  | Cal. Golden Bears                     | Campionato NCAA non disputato                                                | Campionato NCAA non disputato                                                |
| 1975                | Jon Svendsen                                                | Cal. Golden Bears                     | Campionato NCAA non disputato                                                | Campionato NCAA non disputato                                                |
| 1976                | Chris Dorst                                                 | Stanford Cardinal                     | Campionato NCAA non disputato                                                | Campionato NCAA non disputato                                                |
| 1977                | Gary Figueroa                                               | UC Irvine Anteaters                   | Campionato NCAA non disputato                                                | Campionato NCAA non disputato                                                |
| 1978                | Vincitore non noto                                          | Vincitore non noto                    | Campionato NCAA non disputato                                                | Campionato NCAA non disputato                                                |
| 1979                | Greg Boyer                                                  | UCSB Gauchos                          | Campionato NCAA non disputato                                                | Campionato NCAA non disputato                                                |
| 1980                | John Gansel                                                 | Stanford Cardinal                     | Campionato NCAA non disputato                                                | Campionato NCAA non disputato                                                |
| 1981                | James Bergeson Jody Campbell                                | Stanford Cardinal                     | Campionato NCAA non disputato                                                | Campionato NCAA non disputato                                                |
| 1982                | James Bergeson Peter Campbell John O’Brien                  | Stanford Cardinal UC Irvine Anteaters | Campionato NCAA non disputato                                                | Campionato NCAA non disputato                                                |
| 1983                | Jeff Campbell Peter Cutino Alan Gresham                     | UC Irvine Anteaters Cal. Golden Bears | Campionato NCAA non disputato                                                | Campionato NCAA non disputato                                                |
| 1984                | Mike Grier                                                  | Pepperdine Waves                      | Campionato NCAA non disputato                                                | Campionato NCAA non disputato                                                |
| 1985                | Jeff Campbell                                               | UC Irvine Anteaters                   | Campionato NCAA non disputato                                                | Campionato NCAA non disputato                                                |
| 1986                | Fernando Carsalade David Imbernino Craig Klass              | UCLA Bruins Stanford Cardinal         | Campionato NCAA non disputato                                                | Campionato NCAA non disputato                                                |
| 1987                | Giacomo Rossi                                               | USC Trojans                           | Campionato NCAA non disputato                                                | Campionato NCAA non disputato                                                |
| 1988                | Kirk Everist                                                | Cal. Golden Bears                     | Campionato NCAA non disputato                                                | Campionato NCAA non disputato                                                |
| 1989                | Dan Smoot                                                   | UC Irvine Anteaters                   | Campionato NCAA non disputato                                                | Campionato NCAA non disputato                                                |
| 1990                | Chris Humbert                                               | Cal. Golden Bears                     | Campionato NCAA non disputato                                                | Campionato NCAA non disputato                                                |
| 1991                | Chris Humbert                                               | Cal. Golden Bears                     | Campionato NCAA non disputato                                                | Campionato NCAA non disputato                                                |
| 1992                | Dirk Zeien                                                  | Cal. Golden Bears                     | Campionato NCAA non disputato                                                | Campionato NCAA non disputato                                                |
| 1993                | Larry Bercutt Uzi Hadar                                     | Stanford Cardinal USC Trojans         | Campionato NCAA non disputato                                                | Campionato NCAA non disputato                                                |
| 1994                | Jack Bowen Jeremy Laster Frank Schneider                    | Stanford Cardinal                     | Campionato NCAA non disputato                                                | Campionato NCAA non disputato                                                |
| 1995                | Brent Albright Jeremy Braxton-Brown Matt Swanson Jim Toring | Cal. Golden Bears UCLA Bruins         | Campionato NCAA non disputato                                                | Campionato NCAA non disputato                                                |
| 1996                | Matt Swanson                                                | UCLA Bruins                           | Campionato NCAA non disputato                                                | Campionato NCAA non disputato                                                |
| 1997                | Alan Herrmann Merrill Moses Jeremy Pope                     | Pepperdine Waves                      | Campionato NCAA non disputato                                                | Campionato NCAA non disputato                                                |
| 1998                | Chris Aguilera Ivan Babic Marko Pintaric                    | Stanford Cardinal USC Trojans         | Campionato NCAA non disputato                                                | Campionato NCAA non disputato                                                |
| 1999                | Sean Kern                                                   | UCLA Bruins                           | Campionato NCAA non disputato                                                | Campionato NCAA non disputato                                                |
| 2000                | Sean Kern                                                   | UCLA Bruins                           | Campionato NCAA non disputato                                                | Campionato NCAA non disputato                                                |
| 2001                | Tony Azevedo                                                | Stanford Cardinal                     | Coralie Simmons                                                              | UCLA Bruins                                                                  |
| 2002                | Tony Azevedo                                                | Stanford Cardinal                     | Jackie Frank                                                                 | Stanford Cardinal                                                            |
| 2003                | Tony Azevedo                                                | Stanford Cardinal                     | Robin Beauregard                                                             | UCLA Bruins                                                                  |
| 2004                | Brett Ormsby                                                | UCLA Bruins                           | Brittany Hayes                                                               | USC Trojans                                                                  |
| 2005                | Adam Shilling Juraj Zatovic                                 | USC Trojans                           | Natalie Golda                                                                | UCLA Bruins                                                                  |
| 2006                | Mark Sheredy                                                | Cal. Golden Bears                     | Kelly Rulon                                                                  | UCLA Bruins                                                                  |
| 2007                | Michael Sharf                                               | Cal. Golden Bears                     | Kelly Rulon                                                                  | UCLA Bruins                                                                  |
| 2008                | James Krumpholz                                             | USC Trojans                           | Tanya Gandy                                                                  | UCLA Bruins                                                                  |
| 2009                | Jordan Thompson                                             | USC Trojans                           | Tanya Gandy                                                                  | UCLA Bruins                                                                  |
| 2010                | Peter Kurzeka                                               | USC Trojans                           | Kami Craig                                                                   | USC Trojans                                                                  |
| 2011                | Joel Dennerley                                              | USC Trojans                           | Annika Dries                                                                 | Stanford Cardinal                                                            |
| 2012                | Michael Rosenthal                                           | USC Trojans                           | Kate Baldoni                                                                 | Stanford Cardinal                                                            |
| 2013                | Balazs Erdelyi                                              | Pacific Tigers                        | Flora Bolonyai                                                               | USC Trojans                                                                  |
| 2014                | Danny McClintick                                            | UCLA Bruins                           | Annika Dries                                                                 | Stanford Cardinal                                                            |
| 2015                | Ryder Roberts                                               | UCLA Bruins                           | Maggie Steffens                                                              | Stanford Cardinal                                                            |
| 2016                | Lazar Andric                                                | Cal. Golden Bears                     | Stephania Haralabidis                                                        | USC Trojans                                                                  |
| 2017                | Alex Wolf                                                   | UCLA Bruins                           | Maggie Steffens                                                              | Stanford Cardinal                                                            |
| 2018                | Jacob Mercep                                                | USC Trojans                           | Amanda Longan                                                                | USC Trojans                                                                  |
| 2019                | Ben Hallock                                                 | Stanford Cardinal                     | Makenzie Fischer                                                             | Stanford Cardinal                                                            |
| 2020                | Nick Saveljic                                               | UCLA Bruins                           | Non disputato a causa della pandemia di COVID-19 negli Stati Uniti d'America | Non disputato a causa della pandemia di COVID-19 negli Stati Uniti d'America |
| 2021                | Nikolaos Papanikolaou                                       | Cal. Golden Bears                     | Maud Megens                                                                  | USC Trojans                                                                  |
| 2022                | Nikolaos Papanikolaou                                       | Cal. Golden Bears                     | Makenzie Fischer                                                             | Stanford Cardinal                                                            |